# Delfina (imię)
Delfina — żeński odpowiednik imienia Delfin. Pojawiło się w Polsce dzięki wpływowi literatury dziewiętnastowiecznej, a jego pochodzenie objaśniane jest dwojako: z języka greckiego lub z języka francuskiego.
Imię pozostaje w Polsce imieniem rzadkim. Nadal jest nadawane, chociaż liczba imienniczek w XXI wieku zmalała. W 2001 roku imię Delfina nosiło 435 kobiet. W styczniu 2025 r. w rejestrze PESEL, wśród publicznie dostępnych danych dotyczących osób żyjących, wykazano 401 kobiet o imieniu Delfina nadanym jako imię pierwsze oraz 336 kobiet noszących imię Delfina jako imię drugie. W 2024 roku zostało nadane dziewięciu dziewczynkom.
Delfina imieniny obchodzi 9 grudnia.

## W innych językach
- angielski: Delphine, Delphina, Delphinia, Delfina,
- francuski: Delphine,
- hiszpański: Delfina,
- łaciński: Delphina,
- portugalski: Delfina,
- włoski: Delfina.

## Kobiety o iminiu Delfina
- Błogosławiona Delfina de Signe ,
- Delfina Potocka (1807—1877) — uczennica Fryderyka Chopina, miłość Zygmunta Krasińskiego .